# 90'erne
|  | For årtiet i det 20. århundrede, se 1990'erne. |
Århundreder: 1. århundrede f.Kr. – 1. århundrede – 2. århundrede
Årtier: 40'erne 50'erne 60'erne 70'erne 80'erne – 90'erne – 100'erne 110'erne 120'erne 130'erne 140'erne
År: 90 91 92 93 94 95 96 97 98 99